# Cordelia Vorkosigan
Cordelia Vorkosigan, de soltera  Cordelia Naismith, es un personaje de ficción de una serie de novelas e historias cortas escritas por Lois McMaster Bujold conocida como la Serie de Miles Vorkosigan. Es protagonista de las novelas Fragmentos de honor y Barrayar.

## Biografía
Cordelia es astrocartógrafa y comandante de Fuerza Expedicionaria Betana Colonia Beta, un planeta muy liberal y antimilitarista. Al comienzo de la acción en Fragmentos de honor, se encuentra en una misión de reconocimiento de un nuevo planeta descubierto (el que más tarde será bautizado como Sergyar) junto con su tripulación de la Nave Exploradora René Magritte. Tras un encuentro con soldados del planeta Barrayar, su nave se ve obligada a abandonarla a ella y al botánico del grupo, el Alférez Dubauer, quien tras un segundo ataque recibe un disparo de disruptor neural y queda gravemente herido. La propia Cordelia recibe un golpe en la cabeza y pierde el conocimiento. Cuando despierta se encuentra junto a ella al Capitán Aral Vorkosigan, el superior de los barrayareses que ha sido víctima de un motín, y con quien se ve obligada a cooperar para sobrevivir. Aunque al principio el barrayarés se niega, finalmente acepta llevar con ellos a Dubauer, que ha sufrido daños cerebrales, e incluso ayuda a Cordelia a enterrar el cuerpo de Reg Rosemont, el segundo al mando de Cordelia que murió durante el ataque barrayarés. Durante el camino hacia el campamento base barrayarés, ambos empiezan a confiar el uno en el otro e incluso a sentir cierta atracción, a pesar de que pronto Cordelia recuerda que Aral es el conocido como Carnicero de Komarr, con una reputación nefasta en toda la galaxia. 
Una vez en el campamento base, tras lograr Vorkosigan hacerse de nuevo con el control de sus hombres (con cierta ayuda por parte de Cordelia), Aral le pide matrimonio, si bien se sincera con Cordelia y le revela que sus respectivos planetas podrían comenzar pronto un conflicto armado, ya que Barrayar ha descubierto un agujero de gusano desde Sergyar hasta Escobar y planea una invasión. Escobar es vecino de la Colonia Beta, y es más que probable que le suministre armas y municiones, lo que Barrayar tratará de impedir. Aral cuenta con que Cordelia pasará varios meses como prisionera de Barrayar, pero justo después los hombres de Cordelia deciden regresar a rescatarla al conocer que se encuentra en manos del infame Carnicero de Komarr. Desconocedores de la situación, los betanos se alían con los golpistas, y provocan una situación muy delicada para Vorkosigan. Cordelia huye con sus hombres, pero no sin antes protagonizar una arriesgada maniobra para ayudar a Vorkosigan a recuperar el mando, e inhabilitar las armas de largo alcance de la nave barrayaresa. 
Varios meses después, en pleno conflicto entre Escobar y Barrayar, Cordelia, ahora capitana, dirige una misión suicida con una nave señuelo, y es capturada por los Barrayareses. Se libra por los pelos de ser violada por Ges Vorrutyer gracias a la intervención de un muy desequilibrado Konstantin Bothari. Justo después aparece Aral, ahora Comodoro Vorkosigan, que ha acudido a rescatarla junto con Simón Illyan (a quien el emperador ha encargado la vigilancia de Vorkosigan). Cordelia y Bothari se esconden en el camarote de Vorkosigan hasta que Vorrutyer y el Príncipe Serg dejan la nave junto con sus hombres. La ofensiva de Barrayar es rechazada gracias a una nueva arma betana, el campo de espejo de plasma. Aral parece conocer la nueva arma de antemano, y le revela a Cordelia que le sustrajo la información drogándola mientras dormía. Sin embargo Cordelia descubre que se trata de una mentira, y que Vorkosigan sabía que el Príncipe Serg se dirigía a una misión suicida, una colosal masacre encargada por el emperador para no dejar Barrayar en malas manos tras su muerte. Cordelia promete guardar el secreto, y parte de vuelta a la Colonia Beta.
Sin embargo, se ve asediada por los terapeutas asignados a los prisioneros, quienes están convencidos de que Cordelia fue torturada y su memoria reprogramada. Con miedo a revelar los secretos de Vorkosigan, la capitana casi no duerme y sus nervios se resienten. A la llegada a la Colonia Beta la espera una recepción pública presidida por el mismo Freddie el Firme. Cansada por la presión, y enfadada por las falsas fechorías que se le atribuyen a Aral, Cordelia explota, y Cordelia cae de nuevo en manos de una psicóloga betana. Después de intentar hacerla hablar suministrándole drogas en contra de su voluntad, Cordelia decide huir y toma el primer transporte posible a Barrayar. Allí descubre el lamentable estado en que se encuentra Aral, quien ha adoptado el hábito de beber hasta caer inconsciente. Tras la llegada de Cordelia ambos deciden casarse y esta le convence para  renunciar a este asunto del suicidio por el alcohol.
Estando embarazada de su primer hijo, durante la Regencia de Aral, Cordelia es víctima de un atentado con soltoxina. Como resultado del tratamiento con el antídoto, su hijo Miles sufre serios daños teratogénicos y está a punto de morir.
Tras la muerte de su suegro Piotr, Cordelia se convierte en Condesa Vorkosigan, y más tarde recibirá también el título de Virreina de Sergyar del Emperador Gregor Vorbarra. 
- Datos: Q11680888